# ماريا أوزيلاتس
ماريا أوزيلاتس مواليد 22 فبراير 1958 في صربيا، جمهورية يوغوسلافيا الاشتراكية الاتحادية، هي لاعبة كرة سلة صربية سابقة. مثلت منتخب بلادها. شاركت في دورة الألعاب الأولمبية الصيفية سنة 1984.

## سجل المنافسة
شاركت في المنافسات التالية:
- الألعاب الأولمبية الصيفية 1984
- كأس العالم لكرة السلة للسيدات 1983

## روابط خارجية
- ماريا أوزيلاتس على موقع الاتحاد الدولي لكرة السلة (الإنجليزية)
- ماريا أوزيلاتس على موقع بروبوليرز (الإنجليزية)
- ماريا أوزيلاتس على موقع سبورتس رفرنس (الإنجليزية)
- ماريا أوزيلاتس على موقع أوليمبيديا (الإنجليزية)